# San Antonio Silver Stars 2007
La stagione 2007 delle San Antonio Silver Stars fu l'11ª nella WNBA per la franchigia.
Le San Antonio Silver Stars arrivarono seconde nella Western Conference con un record di 20-14. Nei play-off vinsero la semifinale di conference con le Sacramento Monarchs (2-1), perdendo poi la finale di conference con le Phoenix Mercury (2-0).

## Roster
| N° | Naz.                                 | Ruolo | Sportivo           | Anno | Alt. | Peso |
| -- | ------------------------------------ | ----- | ------------------ | ---- | ---- | ---- |
| 00 | Stati Uniti (bandiera)               | C     | Ruth Riley         | 1979 | 196  | 90   |
| 3  | Stati Uniti (bandiera)               | G     | Marie Ferdinand    | 1978 | 175  | 69   |
| 5  | Stati Uniti (bandiera)               | G     | Shanna Zolman      | 1983 | 178  | 70   |
| 7  | Stati Uniti (bandiera)               | C     | Chantelle Anderson | 1981 | 198  | 87   |
| 12 | Stati Uniti (bandiera)               | A     | Erin Buescher      | 1979 | 191  | 82   |
| 20 | Stati Uniti (bandiera)               | A     | Camille Little     | 1985 | 188  | 82   |
| 25 | Stati Uniti (bandiera)               | G     | Becky Hammon       | 1977 | 168  | 62   |
| 30 | Stati Uniti (bandiera)               | G     | Helen Darling      | 1978 | 168  | 74   |
| 33 | Saint Vincent e Grenadine (bandiera) | A     | Sophia Young       | 1983 | 185  | 75   |
| 50 | Stati Uniti (bandiera)               | A     | Sandora Irvin      | 1982 | 191  | 84   |
| 53 | Stati Uniti (bandiera)               | A     | Kendra Wecker      | 1982 | 180  | 80   |
| 55 | Stati Uniti (bandiera)               | GA    | Vickie Johnson     | 1972 | 175  | 68   |

## Staff tecnico
- Allenatore: Dan Hughes
- Vice-allenatori: Brian Agler, Sandy Brondello
- Preparatore atletico: Tonya Holley
- Preparatore fisico: Eric Rashid